# Himalaya (Spiel)
Himalaya ist ein Brettspiel von Régis Bonnessée, welches 2004 auf dem deutschen Markt vom französischen Verlag Tilsit Éditions veröffentlicht wurde. Es ist für 3 bis 4 Spieler ab 12 Jahren geeignet, ein Spiel dauert etwa 90 Minuten.
Himalaya wurde 2005 als eines von fünf Spielen für den Kritikerpreis Spiel des Jahres nominiert und erreichte Platz 5 beim Deutschen Spiele Preis.

## Thema des Spiels und Ausstattung
Die Spieler ziehen mit ihren Yak-Karawanen durch den Himalaya, sammeln Güter (Salz, Gerste, Tee, Jade und Gold) ein und liefern sie am Bestimmungsort ab. Dabei erwerben sie materielle Werte in Form von Viehherden, religiöse Werte durch den Bau einer Stupa und politischen Einfluss durch die Entsendung von Delegationen. Sie stehen in Konkurrenz untereinander und müssen immer hoffen, ob ihre Güter gefragt sind.
Das große Spielbrett zeigt in klaren Farben und comic-artigen Motiven 20 Dörfer, Tempel und Klöster sowie die Wege zwischen diesen Orten. Die Spielfiguren sind aus farbigem Plastik, die Handelsgüter werden durch verschieden farbige Holzwürfel symbolisiert, Aufträge und Herden-Plättchen sind Papp-Ringe.

## Spielablauf
Am Spielbeginn werden nach dem Zufallsprinzip an fünf der zwanzig Orte je ein Auftrag und an fünf andere Orte Handelsgüter verteilt. Dann planen die Karawanen-Führer ihre Reiseroute zunächst verdeckt durch das Auslegen von sechs Aktions-Plättchen. Wenn alle Spieler ihre Planung beendet haben, entfernen sie den Sichtschirm und beginnen mit der Ausführung.
Zunächst macht jeder Spieler reihum seinen ersten Zug und so weiter bis zum sechsten Zug. Eine Änderung des vorher geplanten Ablaufes ist nicht mehr möglich, so dass ein Spieler dem Nachfolger zuvorkommen und so den Sinn dessen Spielzuges vereiteln kann. Da jeder Karawanenführer immer das billigste Gut erwerben muss, kommt es entscheidend darauf an, in welcher Reihenfolge die Spieler an einem Ort vorbeikommen.
Erfüllt ein Händler einen Auftrag durch Lieferung genau der gewünschten Güter, kann er zwei Formen der Entlohnung aus den drei Optionen materieller Lohn in Form von Viehherden, religiöse Werte oder politischer Einfluss wählen.
Nach jeder Runde werden Aufträge und Güter nach dem Zufallsprinzip wieder so aufgefüllt, dass fünf Aufträge im Spiel und in fünf Orten Güter vorhanden sind.
Nach jeweils vier Runden gibt es eine Wertung, bei der für den aktuellen Bestand an Handelsgütern Viehherden gewonnen werden können. Nach zwölf Runden findet die Schlusswertung statt: Gesamtsieger ist, wer in zwei der drei Kategorien führt. Erfüllt kein Spieler diese Bedingung, gehen materielle Werte vor politischem Einfluss und religiösen Werten.

## Zielgruppe und Einschätzung
Die Regeln sind einfach, erlauben aber verschiedene Schwerpunkte und Strategien. Die Notwendigkeit, sechs Züge im Voraus zu planen, macht das Spiel komplex. Himalaya ist in erster Linie für Runden erfahrener Spieler geeignet.
Himalaya war vom Autor im Jahr 2002 zunächst kostenlos im Internet veröffentlicht worden, Spielplan und Regeln gab es zum Download auf seiner Homepage. 2004 fand sich mit den französischen Tilsit Éditions ein Verlag, der das Spiel kommerziell mit professioneller Ausstattung auf den Markt gebracht hat.